# Kim Yong-hwa

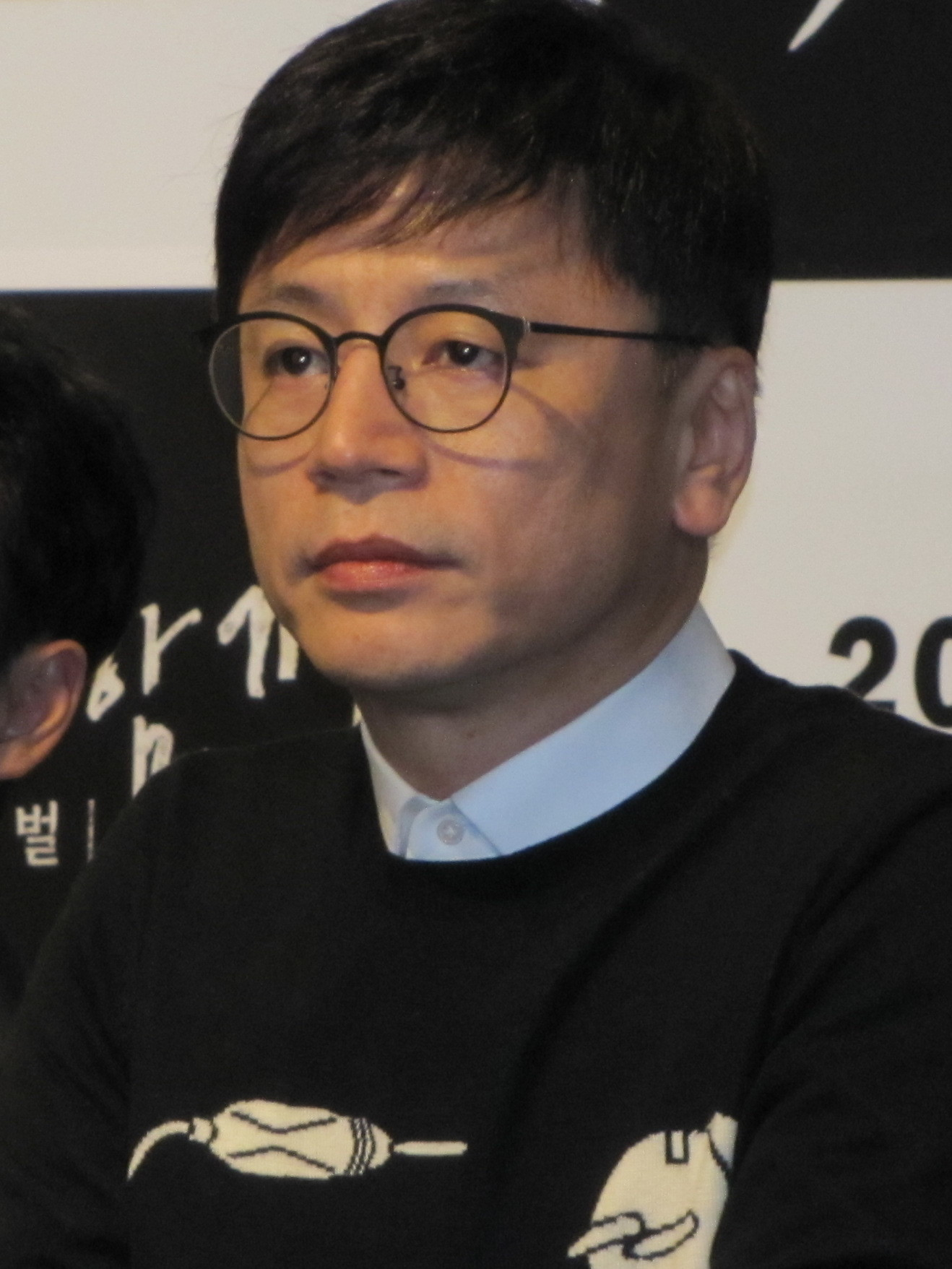
Kim Yong-hwa, 2017

Kim Yong-hwa (* 25. September 1971 in Chuncheon, Südkorea) ist ein südkoreanischer Filmregisseur, Drehbuchautor und Filmproduzent.
Kim studierte im Fach Film an der Chung-Ang University und erhielt bereits für sein Abschlussprojekt, den Kurzfilm Jaban Godeungeo (‚gesalzene Makrele‘, intl. Titel: In the Jungle, 1999) Aufmerksamkeit. Sein erster Film Oh! Brothers (2003) mit Lee Jung-jae und Lee Beom-soo war ein Erfolg in den Kinos. Er machte sich einen Namen als Regisseur für intelligente Spielfilme mit Lachern und moralischen Botschaften. Sein nächster Film, die Komödie 200 Pounds Beauty (2006) erreichte mehr als sechs Millionen Kinozuschauer.

## Filmografie
- 1999: In the Jungle (자반 고등어 Jaban Godeungeo, Kurzfilm, Regie, Drehbuch)
- 2003: Oh! Brothers (오! 브라더스, Regie, Drehbuch)
- 2006: 200 Pounds Beauty (미녀는 괴로워, Regie, Drehbuch)
- 2009: Take Off (국가대표 Gukkadaepyo, Regie, Drehbuch, Produzent)
- 2011: Prisoners of War (마이 웨이 My Way, ausführender Produzent)
- 2013: Mr. Go (미스터 고, Regie, Drehbuch, Story Editor, Filmeditor, ausführender Produzent)
- 2017: Along with the Gods: The Two Worlds (신과함께-죄와 벌 Sin-gwa Hamkke – Joe-wa Beol, Regie, Drehbuch)
- 2018: Along with the Gods: The Last 49 Days (신과함께-인과 연 Sin-gwa Hamkke – Ingwan Yeon, Regie, Drehbuch)